# Capistrano Francisco Heim
Capistrano Francisco Heim OFM (* 21. Januar 1934 in Catskill, New York als William Charles Heim; † 24. September 2020 in Albany) war ein US-amerikanischer römisch-katholischer Ordensgeistlicher und Prälat von Itaituba.

## Leben
Heim trat der Ordensgemeinschaft der Franziskaner bei, bekam den Ordensnamen  Capistrano Francisco, legte am 21. August 1963 die Profess ab und empfing am 18. Dezember 1965 die Priesterweihe. Er studierte Philosophie an der St. Bonaventure University in New York. Seine theologischen Studien absolvierte er am Holy Names College in Washington, D.C. und am Instituto Teológico Franciscano in Petrópolis im brasilianischen Bundesstaat Rio de Janeiro. Am Studium Biblicum Franciscanum in Jerusalem spezialisierte er sich auf die Liturgie. Als Priester leitete er Pfarreien und Geistliche Bewegungen in Anápolis, Catalão und Quirinópolis.
Papst Johannes Paul II. ernannte ihn am 6. Juli 1988 zum ersten Prälaten der mit gleichem Datum errichteten Territorialprälatur Itaituba. Der Erzbischof von Goiânia, Antônio Ribeiro de Oliveira, spendete ihm am 17. September desselben Jahres die Bischofsweihe; Mitkonsekratoren waren Benedito Domingos Vito Coscia OFM, Bischof von Jataí, und Lino Vombömmel OFM, Bischof von Santarém. Sein bischöfliches Motto lautete „Vocatus ut Evangelizarem“ (Zur Evangelisierung berufen).
Am 8. Dezember 2010 nahm Papst Benedikt XVI. sein altersbedingtes Rücktrittsgesuch an. Er lebte danach in seiner Heimat New York in einer Religionsgemeinschaft, in der auch eine Kirche und ein College des Heiligen Bernhard von Sena zugehörig sind. 